# Leander Fischer

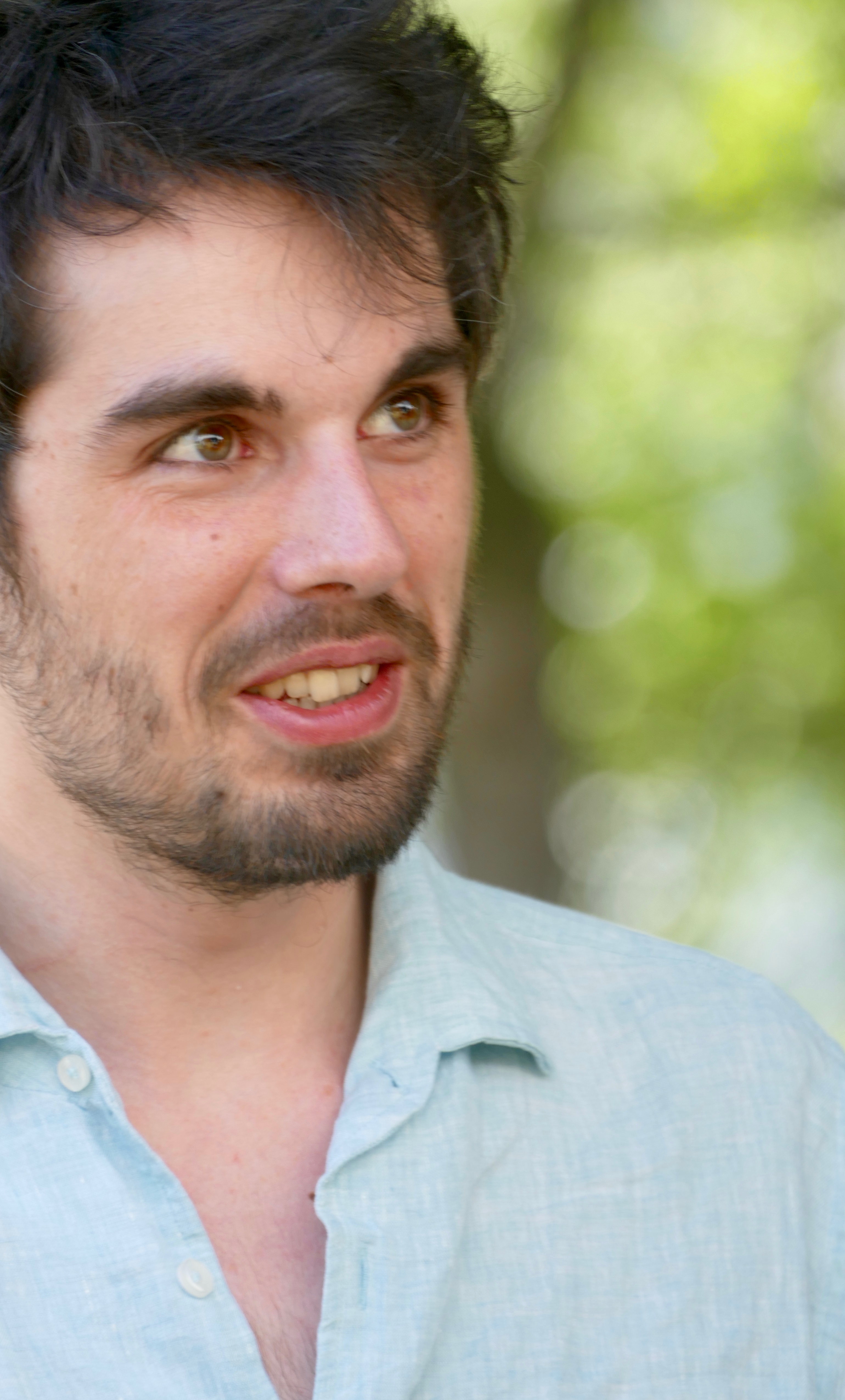
Leander Fischer beim Ingeborg-Bachmann-Preis 2019

Leander Fischer (geb. 1992 in Vöcklabruck) ist ein österreichischer Schriftsteller.

## Leben
Als Schüler besuchte Leander Fischer das Gymnasium der Kreuzschwestern im oberösterreichischen Gmunden, seit 2012 studiert er an mehreren Hochschulen, u. a. in Berlin, Wien und Hildesheim, wo er auch als Mitherausgeber der dort erscheinenden Literaturzeitschrift Bella triste auftrat.
Des Weiteren veröffentlichte er in den Zeitschriften Die Rampe und Lichtungen.
Fischer wurde von Hubert Winkels zum Ingeborg-Bachmann-Preis 2019 eingeladen. Er fand mit seinem Text Nymphenverzeichnis Muster Nummer eins Goldkopf vielfache Zustimmung der Jury. Er wurde im Rahmen dieses Wettbewerbs mit dem Deutschlandfunk-Preis 2019 ausgezeichnet.
Sein Romandebüt Die Forelle landete im Oktober 2020 auf dem ersten Platz der ORF-Bestenliste und wurde mit dem Debütpreis des Österreichischen Buchpreises 2020 ausgezeichnet.
Sein Hörspieldebüt Fischvibe wurde am 17. Oktober 2021 im Radio Deutschlandfunk urausgestrahlt, der das Stück auch produzierte.
Leander Fischer lebt in Ebensee und Berlin.

## Publikationen (Auswahl)
- 2020: Die Forelle, Roman, Wallstein-Verlag, Göttingen 2020, ISBN 978-3-8353-3730-5
- 2021: Fischvibe, Hörspiel, Regie: Leonhard Koppelmann (DLF)
- 2023: Die Doppelgänger, Wallstein-Verlag, Göttingen, 2023, ISBN 978-3-8353-5361-9

## Auszeichnungen
- 2020: Debüt-Buchpreis im Rahmen des Österreichischen Buchpreises[9]
- 2024: Floriana: Förderpreis des Landes Oberösterreich mit Mausoleum Mariae[10]